# Бурико, Оксана Михайловна
Оксана Михайловна Бурико, в девичестве Белоконь (род. 10 мая 1976 года) — российский государственный политический деятель, член Совета Федерации Федерального Собрания Российской Федерации от законодательного органа власти Республики Тыва с 27 октября 2014 по 14 октября 2019 года.

## Образование
В 2000 году окончила Российский университет дружбы народов (бакалавр юриспруденции). В 2002 году окончила Российский университет дружбы народов (магистр юриспруденции).

## Трудовая деятельность
После окончания университета проходила службу в органах государственной власти на региональном и федеральном уровнях. С 2014 по 2019 год являлась членом Совета Федерации, членом Комитета Совета Федерации по обороне и безопасности. Член Партии «Единая Россия», член Президиума Центральной контрольной комиссии Партии «Единая Россия».
Активно занимается общественной деятельностью, является членом Всероссийской общественной организации «Матери России», членом союза «Женщин России», членом «Боевого братства» и др.
14 октября 2019 года новый состав Верховного Хурала Республики Тыва делегировал в Совет Федерации Дину Ивановну Оюн. Полномочия Бурико истекли.

## Личная жизнь
Отец — Михаил Васильевич Белоконь, преподаватель профессионального училища № 11, мать — Татьяна Дмитриевна Моламдай, госслужащая.
Супруг — Максим Бурико, учредитель компании «Интеллектуальное строительство».